# Шальнов, Станислав Юрьевич
Станислав Юрьевич Шальнов (род. 28 марта 1973, Москва) — советский и российский хоккеист, защитник. Мастер спорта России (2000). Тренер.

## Биография
Воспитанник СДЮШОР ЦСКА, первый тренер — Николай Голомазов. Начинал играть в командах второй лиги «Корд» Щёкино (1990/91) и «ЦСКА-2» (1991/92). Девять сезонов провёл в составе ЦСКА. Затем выступал в клубах «Авангард» (2001/02 — 2003/04), «Нефтехимик» (2004/05), «Металлург» Новокузнецк (2005/06), ХК МВД (2006—2007), «Крылья Советов» (2007/08).
В 2004 году в составе омского «Авангарда» стал чемпионом России.
Тренер команды «Крылья Советов-2» (2008/09), главный тренер команды «Крылья столицы» (2009/10). С 2010 года — детский тренер в московской школе «Центр». В сезоне 2014/15 — тренер в ХК «Дмитров».
Тренер в командах Ночной хоккейной лиги, где играет сын Игорь.